# Ірінеу Естеве Альтімірас
Ірінеу Естеве-і-Альтімірас (21 червня 1996 , Андорра-ла-Велья ) — андоррський лижник, учасник Олімпійських ігор 2018 року і чемпіонатів світу 2017 та 2019 років, дворазовий чемпіон Іспанії. Потрапляв до десятки найкращих на етапах Кубка світу. Спеціалізується на дистанційних перегонах.
Вже юніором Ірінеу зарекомендував себе як один із найсильніших спортсменів в історії Андорри у всіх видах спорту, змагаючись на рівні найкращих лижників світу.

## Спортивна кар'єра

### Юніорська кар'єра
У лютому 2013 року в 16 років взяв участь у зимовому Європейському юнацькому Олімпійському фестивалі в Румунії.
Брав участь у юніорських чемпіонатах світу у віковій категорії до 20 років у 2014, 2015 та 2016 роках. Найкращий результат — 8-ме місце в скіатлоні 2015 року в Алма-Атах.
У 2017, 2018 та 2019 роках брав участь у юніорських чемпіонатах світу у віковій категорії до 23 років. П'ять разів за три роки потрапляв до десятки кращих, зокрема двічі посідав 4-те місце в перегонах з роздільним стартом на 15 км у 2017 та 2018 роках, у першому випадку поступився лише трьом росіянам (Олександрові Большунову, Олексієві Червоткіну та Денисові Спіцову), а в другому випадку — норвежцеві та двом росіянам.

### Доросла кар'єра
Андорра отримала квоту на одного лижника для участі в Олімпійських іграх 2014 року в Сочі. Хоч Естеве Альтімірас відповідав кваліфікаційним нормативам, але в підсумку не взяв участі у Іграх.
Дебютував на дорослих чемпіонатах світу у 20 років 2017 року у Лахті. Посів 29-те місце в перегонах на 15 км з роздільним стартом і 33-тє в скіатлоні.
У вересні 2017 року виграв в Італії етап Кубка світу з перегонів на лижоролерах.
У Кубку світу дебютував 3 грудня 2017 року в скіатлоні в Ліллегаммері, де посів 45-те місце.
2018 року став представником збірної Андорри на зимових Олімпійських іграх у Пхьончхані, де посів 27-ме місце в індивідуальних перегонах з роздільним стартом на 15 км вільним стилем. Андоррець випередив, зокрема, трьох із чотирьох фінських лижників.
Взяв участь у Тур де Скі 2018-2019, де посів підсумкове 24-те місце, причому на останньому етапі (перегонах угору) показав 10-й результат. Це було його перше потрапляння до десятки найкращих на Кубку світу.
На чемпіонаті світу 2019 року в Зеефельді виступив у трьох перегонах, найкращий результат — 21-ше місце в скіатлоні.
17 березня 2019 року посів дев'яте місце на етапі Кубка світу у Фалуні в перегонах на 15 км вільним стилем з роздільного старту, поступившись лише норвежцям, росіянам та одному британцю.
Використовує лижі та черевики Fischer.

## Результати за кар'єру
Усі результати наведено за даними Міжнародної федерації лижного спорту.

### Олімпійські ігри
| Рік  | Вік | 15 км індивідуальні пер. | 30 км скіатлон | 50 км мас-старт | Спринт | 4 × 10 км естафета | Командна першість спринт |
| ---- | --- | ------------------------ | -------------- | --------------- | ------ | ------------------ | ------------------------ |
| 2018 | 21  | 27                       | 46             | 34              | —      | —                  | —                        |

### Чемпіонати світу
| Рік  | Вік | 15 км індивідуальні пер. | 30 км скіатлон | 50 км мас-старт | Спринт | 4 × 10 км естафета | Командна першість спринт |
| ---- | --- | ------------------------ | -------------- | --------------- | ------ | ------------------ | ------------------------ |
| 2017 | 20  | 29                       | 33             | —               | —      | —                  | —                        |
| 2019 | 22  | 22                       | 21             | 29              | —      | —                  | —                        |
| 2021 | 24  | 15                       | 21             | 34              | —      | —                  | —                        |

### Кубки світу

#### Підсумкові місця в Кубку світу за роками
| Сезон | Вік | Місце в дисципліні | Місце в дисципліні | Місце в дисципліні | Місце в дисципліні | Місце в Скі Тур | Місце в Скі Тур | Місце в Скі Тур | Місце в Скі Тур   |
| Сезон | Вік | Загалом            | Дистанція          | Спринт             | Ю-23               | Nordic Opening  | Тур де Скі      | Скі Тур 2020    | Фінал Кубка світу |
| ----- | --- | ------------------ | ------------------ | ------------------ | ------------------ | --------------- | --------------- | --------------- | ----------------- |
| 2018  | 21  | НК                 | НК                 | —                  | НК                 | —               | —               | Н/Д             | —                 |
| 2019  | 22  | 55                 | 39                 | НК                 | 8                  | 41              | 24              | Н/Д             | 43                |
| 2020  | 23  | 44                 | 23                 | НК                 | Н/Д                | —               | 23              | 25              | Н/Д               |
| 2021  | 24  | 46                 | 34                 | НК                 | Н/Д                | —               | 22              | Н/Д             | Н/Д               |